# Millieriidae
De Millieriidae zijn een familie van vlinders. Deze familie telt vier soorten in drie geslachten.

## Geslachten en soorten
- Millieria Ragonot, 1874[4]
  - Millieria dolosalis (Herrich-Schäffer, 1854)[5]
- Nyx Heppner, 1982
  - Nyx puyaphaga Heppner, 1982
  - Nyx viscachensis Beéche, 1998
- Phormoestes Heppner, 1982
  - Phormoestes palmettovora Heppner, 1982